# Chemin de Gramont
Le chemin de Gramont (en occitan : camin de Gramont) est une voie publique de Toulouse, chef-lieu de la région Occitanie, dans le Midi de la France. Il se trouve dans le quartier de la Roseraie, dans le secteur 4 - Est.

## Situation et accès

### Description
Le chemin de Gramont est une voie publique, longue de 704 mètres. Il naît dans le prolongement du chemin de Nicol, à l'angle de la rue Octave-Feuillet et à proximité du passage à niveau sur la ligne de chemin de fer de Toulouse à Capdenac. Il suit un parcours rectiligne, parallèle à la voie de chemin de fer, d'orientation nord-est. Il donne naissance, après 71 mètres, à l'impasse de Gramont, puis, après 202 mètres, il est franchi par le viaduc qui porte l'avenue d'Atlanta, qu'un chemin piétonnier permet de rejoindre. 
La chaussée compte une voie de circulation dans chaque sens. Elle est définie comme une zone 30 et la vitesse y est limitée à 30 km/h. Il n'existe pas de piste, ni de bande cyclable.

### Voies rencontrées
Le chemin de Gramont rencontre les voies suivantes, dans l'ordre des numéros croissants (« g » indique que la rue se situe à gauche, « d » à droite) :
1. Chemin de Nicol (g)
2. Rue Octave-Feuillet (d)
3. Impasse de Gramont (d)
4. Avenue d'Atlanta - accès piéton (d)
5. Avenue d'Atlanta

### Transports
Le chemin de Gramont n'est pas directement desservi par les transports en commun Tisséo. À son origine, il se trouve cependant à proximité des arrêts de la ligne de bus 19, le long du chemin de Nicol et de la rue Octave-Feuillet. De même, l'avenue d'Atlanta est parcourue par les lignes de bus 334376.
La station de vélos en libre-service VélôToulouse la plus proche est la station no 258 (angle avenue d'Atlanta/rue Cambard).

## Odonymie
Le chemin de Gramont tient son nom d'une ferme à laquelle il aboutissait (actuels no 17-25 impasse de Gramont). L'origine de ce nom n'est pas totalement claire : peut-être s'agissait-il d'une métairie qui dépendait du domaine et du château de ce nom, qui se trouvait au-delà de l'Hers, près du chemin de Montrabé (actuelle route d'Agde), à la limite de Balma (actuel no 7 chemin de Montredon). Le domaine avait appartenu entre les XVIe et XVIIIe siècles à la famille Barthélémy de Gramont.
Le domaine de Gramont a également donné son nom à un quartier de Toulouse, à un centre commercial et à la zone d'activité qui l'entoure, mais aussi à la zone d'aménagement concerté de Balma-Gramont, ainsi qu'à la station de métro du même nom. Le chemin de Gramont en reste cependant séparé par le lit de l'Hers et le périphérique (A61).

## Histoire

### XIXeetXXesiècles
Entre 1977 et 1978, l'aménagement de l'avenue d'Atlanta bouleverse le tracé du chemin de Gramont et des rues voisines. La nouvelle voie traverse des espaces agricoles, mais elle les sépare aussi. La plus grande partie du chemin est mise en impasse, tandis que le nouveau chemin, dont le tracé est redressé parallèlement à la ligne de chemin de fer, et prolongé au sud-est pour offrir un accès à la ferme nord (actuel no 15 bis) et à une décharge automobile (actuel no 19).

### XXIesiècle
En 2005, la municipalité décide d'ouvrir une déchèterie à l'emplacement d'une ancienne maison (ancien no 23). Le chemin est prolongé au sud jusqu'à l'avenue d'Atlanta, tandis qu'un centre de tri moderne, qualifié de « centre de récupération écologique », est ouvert. Les anciens espaces agricoles subsistant, laissés à l'état de friches, sont ponctuellement occupés par des campements illégaux de gens du voyage, comme en 2020 et 2021. Dans le même temps, la densification des constructions, si elle reste modérée, tend à s'accentuer : progressivement, le long du chemin de Gramont sont élevées de nouvelles maisons (actuels no 1 quater vers 2001, no 1, 1 bis et 1 ter en 2008) et résidences (actuel no 5 en 2018). Il existe également un projet d'immeuble (emplacement des actuels no 7-9) et d'une crèche. Enfin, la réalisation d'un techno-centre, qui doit regrouper les services techniques de la ville, est confiée en 2020 aux agences Taillandier Architectes Associés et PPA Architectures (emplacement de l'actuel no 26).
En 2022, le retrait d'un projet de chaufferie biomasse dans le quartier de Borderouge, rue Ernest-Renan (emplacement de l'actuel skatepark), destinée à alimenter le nouveau quartier du Grand Matabiau, provoque son déplacement. Le site choisi est celui d'une parcelle de 7 000 m² sur une partie des friches qui bordent le chemin de Gramont. Le projet rencontre cependant l'opposition des comités de quartier Agir pour Croix Daurade et Borderouge-Izards-Trois-Cocus, et du collectif Toulouse Chauffe.

## Patrimoine et lieux d'intérêt
- no  23 : déchetterie d'Atlanta.

- no  24 : Centre d'incendie et de secours Atlanta. 
Le Centre d’incendie et de secours (CIS) Atlanta est construit entre 2020 et 2022, sur les plans de l'agence d'architecture toulousaine Arc & Fact. Il est ouvert le 25 juillet 2022 et inauguré officiellement le 9 novembre 2022. Son aménagement s'inscrit dans le nouveau schéma de déploiement des forces dans l'agglomération toulousaine, qui passe par l'ouverture de cinq nouvelles casernes entre 2021 et 2022[N 1]. Il a pour vocation de couvrir huit communes du nord-est toulousain : Toulouse, Aucamville, Balma, Flourens, Fonbeauzard, Launaguet, L'Union et Pin-Balma. Elle accueille 117 sapeurs-pompiers, dont 73 pompiers professionnels et 44 pompiers volontaires[9]